# Español llanero

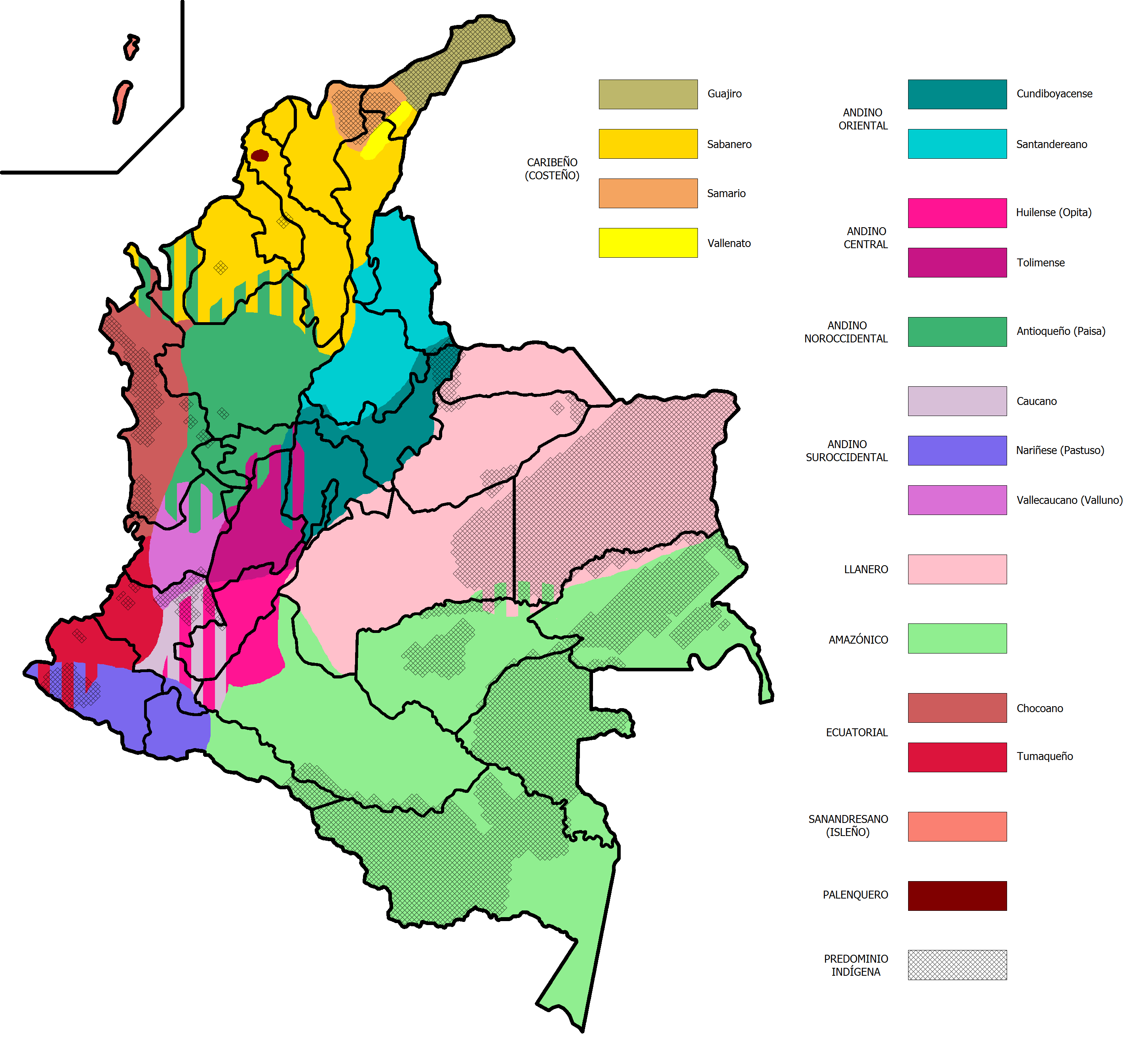
Variantes del español de Colombia, el llanero en rosa al oriente del país.

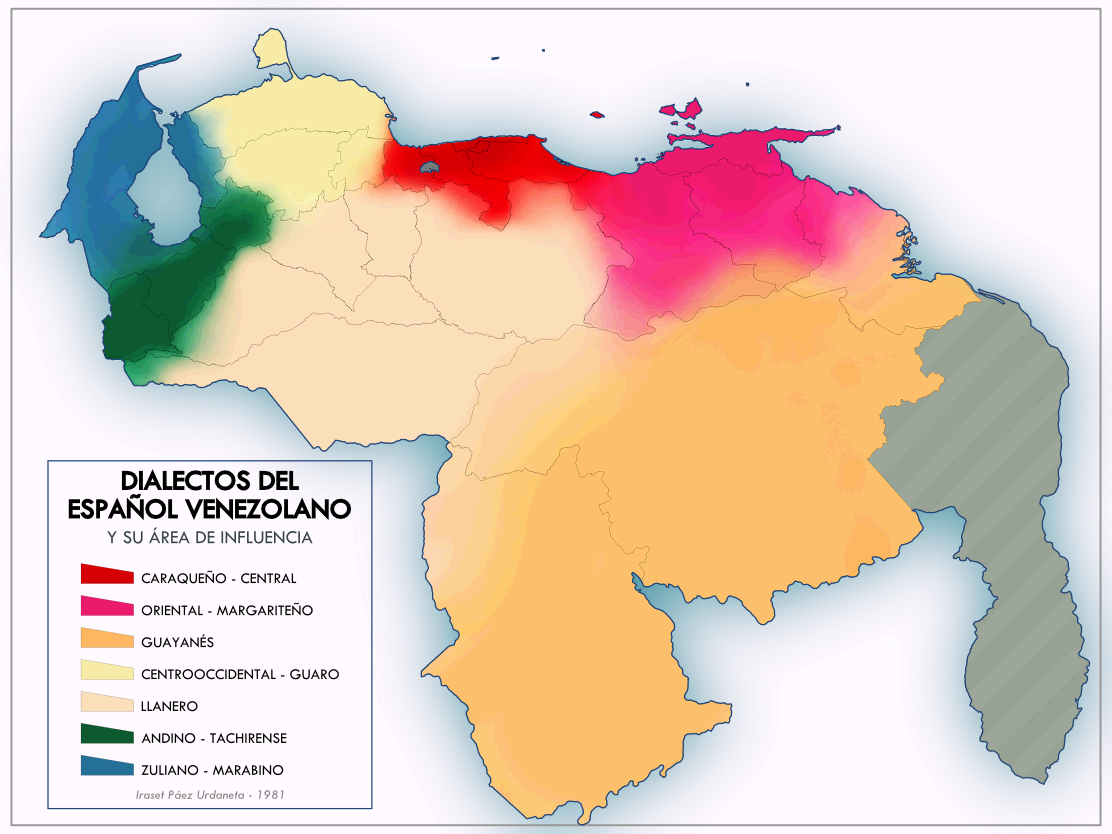
Variantes del español en Venezuela, el llanero en habano al centro del país.

El español llanero es el conjunto de modalidades lingüísticas del idioma español habladas en la zona de los Llanos colombo-venezolanos. Se caracteriza por mezclar elementos del español antiguo más elementos indígenas.

## Características

### Fonética
- El español llanero posee el yeísmo, la no distinción entre y /ʝ/ y ll /ʎ/.
- Presenta rotacismo (vorqueta por volqueta, fenómeno visto en Arauca) y la desaparición de erre en posición final de palabra (ventiá, aserrá, ordeñá, cogé…).
- Tiene la articulación de la /s/ (implosiva) como una aspiración (maíh = maíz) o pérdida (cataplama = cataplasma). También aparece el rasgo de la aspiración de la /s/ prevocálica (ji jeñol, eso je li olvida = sí señor, eso se le olvida). Suprime, o bien, debilita la –s redundante del plural, v.g.: loj antioqueño, loj perro, cuatronarice (cuatronarices, especie local de serpiente), loj padrino.
- Sus fricativas intervocálicas /b/, /d/ y /g/ se debilitan, o bien, desaparecen en el habla llanera (auacero = aguacero).
- Conserva el sonido de la antigua “h”.  Es un rasgo más visto en Venezuela, Arauca y Casanare (joyo, jumo, mojo, jallan, sajuma, ajoga, ajita por hoyo, humo, moho, hallan, sahúma, ahoga, ahíta respectivamente).

### Morfología
El español llanero suprime o debilita la "-s" final de los sustantivos en plural (por ejemplo, los antioqueños, loj perro , cuatronarice ( cuatronarices es una especie de serpiente local), loj padrino .
Se da un uso general del ustedeo como en el resto de Colombia.
Tiene una composición nominal similar a las hablas costeñas, v.g.: pativoltiao (pata + volteado, es decir, sustantivo + adjetivo).
Formación del pretérito compuesto de subjuntivo con el verbo “ser”, v.g.: “Si no fuera (hubiera) sido por Guadalupe Salcedo…”

### Léxico
Algunas formas léxicas de origen costeño registradas en la región son: “cautivar” (cultivar), “concha” (cáscara, corteza), “pollino” (asno joven), “yerna” (nuera), “rabipelao” (zarigüeya).
También tiene aportes del occidente Colombia: “hamero” (envoltura de la mazorca), “choclo” (maíz tierno).

## Sustratos y aportantes

### La herencia indígena
Posiblemente lo más típico del español llanero se encuentre en la herencia indígena, en los numerosos términos aborígenes que se han incorporado a esta habla.
Son, a veces, los nombres de las plantas regionales como cumare (Astrocaryum aculeatum), moriche (Mauritia flexuosa), mapora (Roystonea oleracea), suy, yaray, bototo, etc.; entre otras, las denominaciones de objetos de las culturas indígenas adoptados por el criollo como chiramo (utensilio colgante), budare, mapire (canasto), chirama (canasto), catumare (vasija de palma), corota (vasija de totumo), etc.; o los alimentos indígenas adoptados en la cocina criolla como majule (papilla de plátano), catibía (masa de yuca rayada), etc.

### El desarrollo interno
Ejemplo de cómo el funcionamiento del idioma en las peculiares condiciones del Llano va produciendo hechos más o menos específicos es la reorganización de ciertos microsistemas léxicos. En toda la región del Casanare “mirar” ha avanzado sobre el campo semántico de “ver” hasta casi desaparecer del habla ordinaria a este verbo: “Entonces miró el presidente Rojas Pinilla que el Llano era una gran belleza”, “¿Él no está por aquí? – No, no lo he mirao”; “Yo ya no miro pa’ trabajar esta cosa”; y el mismo fenómeno parece comenzar a afectar la pareja “oír – escuchar” en la que el último tiende a absorber al primero. 
Típico también del Llano es la clasificación de las musáceas comestibles cultivadas en tres grupos: plátanos, cambures y topochos; la gran importancia que en la vida del llanero tiene esta última variedad hace que se forme con ella una clase especial. 
El influjo indígena aparece también de un modo indirecto y mediatizado, no ya en lenguas aborígenes sino debido a las especialidades características de la convivencia de las comunidades criollas e indígenas, características que vienen a resultar muy indicativas de las relaciones entre dichas comunidades, es decir, entre la sorda lucha que sigue desarrollándose entre ellas, fenómenos caracterizados por los conceptos que el criollo tiene respecto del indígena: “tunebo” equivale a “montaraz” (Pore), “guajibo” a “tímido o huraño” (Arauca); y en Puerto López se escuchó un refrán que bien podría explicar por sí solo las luchas entre los llaneros y los indígenas que causaron conmoción en la comunidad colombiana: “Ni burro es bestia ni indio es gente, ni casabe sirve pa’ bastimento”.
Y voces de raigambre hispánica tradicional sólo usuales en el Llano o usadas en él con un sentido peculiar son, entre otras: “el cerro” (la cordillera, la zona andina), “cachilapero” (el que roba ganado y desfigura sus marcas), “cámara”, “camarita” (compañero, camarada), “camazo” (calabazo), “caramera” (cornamenta), “guate” (persona del interior), “guafa” (guadua), “magalla” (bolsa para el chinchorro), “pompo” (rudo, torpe), “saquero” (comprador de ganado), “soropo”, “ensoropao” (pared de hoja de palma), "caracha" (asombro), "camaza" (calabaza), etc.